# Rami Ismail
Rami Ismail est un scénariste, producteur, conférencier et consultant néerlandais, co-fondateur avec Jan Willem Nijman du studio de développement de jeux vidéo Vlambeer, qu'il quitte en 2024 et dont il revend ses parts à Jan Willem Nijman.
Il est l'auteur de l'outil presskit(), outil permettant créer des dossiers de presse pour les développeurs de jeux vidéo.
Il est directeur exécutif de la convention de conférences gamedev.world et au marketing de celle de l'Indie Megabooth.

## Ludographie
- 2010 : Super Crate Box
- 2011 : Serious Sam: The Random Encounter
- 2012 : Gun Godz
- 2013 : Ridiculous Fishing
- 2013 : Nuclear Throne
- 2014 : Luftrausers
- 2018 : World War 3 (consultant)
- 2019 : Overland
- 2024 : Max Mustard (consultant)
- 2024 : Mexico, 1921: A Deep Slumber (consultant)
- 2024 : Harold Halibut (conseiller)

## Récompenses et distinctions
- 2018 : Prix de l'ambassadeur (Ambassador Award) à la Game Developers Conference (GDC)[10].